# 荣校路街道
荣校路街道，是中华人民共和国河南省新乡市牧野区下辖的一个乡镇级行政单位。

## 行政区划
荣校路街道下辖以下地区：
中原路社区、二十二所社区和荣校路社区。